# Estación de Zalamea la Real (Riotinto)
Zalamea la Real, conocida coloquialmente como la Estación Nueva, fue una estación de ferrocarril situada en el municipio español de Zalamea la Real, en la provincia de Huelva. Las instalaciones formaban parte de un ramal del ferrocarril minero de Riotinto, estando operativas entre 1904 y 1968.

## Historia
En 1901 el Estado autorizó la concesión a la Rio Tinto Company Limited para la construcción de un trazado que enlazase la vía general del ferrocarril de Riotinto con diversas poblaciones mineras de la zona, entre ellas Zalamea la Real. La estación fue inaugurada en 1904 y formaba parte del ramal que iba desde Zalamea hasta la vía general del ferrocarril, cerca de Río Tinto-Pueblo. Una locomotora solía estar dispuesta en Zalamea para el primer turno de los trenes obreros, por lo que en 1908 se levantó un almacén para cobijarla. También se construyó un enlace con el ferrocarril de Buitrón.
Las instalaciones dejaron de prestar servicio tras la clausura al tráfico de los ramales, el 31 de enero de 1968, quedando abandonadas. Tras muchos años de abandono el edificio de viajeros fue restaurado con el apoyo del Ayuntamiento de Zalamea la Real. Actualmente funciona como bar-restaurante.